# Саломея І

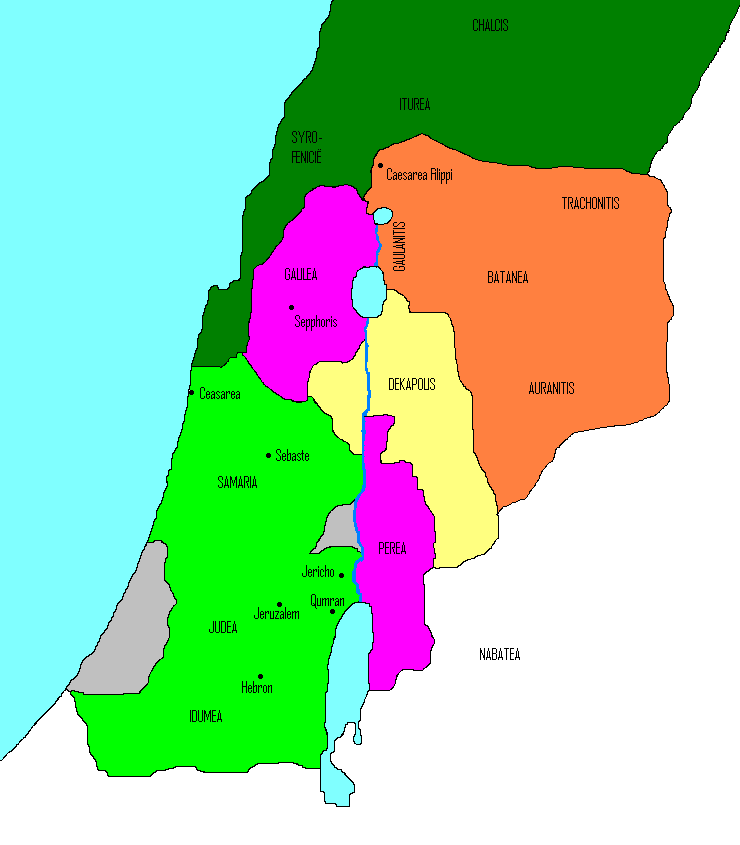
Розподіл Царства Іродом Великим:
Територія Ірода Архелая
Територія Ірода Антипи
Територія Ірода Филипа II
Територія Саломеї (міста Явне, Азот, Фазаеліс)
Сирія
Автономні міста (Десятимістя)

Саломея (бл. 65 до н. е. — бл. 10 н. е.) — єдина сестра царя Юдеї Ірода I Великого.

## Шлюб та боротьба проти Маріамни
Саломея була донькою Антипатра Ідуменянина та набатейської принцеси Ціпри, від якої у нього було п'ятеро дітей: Фазаель, Ірод, Йосиф, Ферор і дочка Саломея. Оскільки Ірод витіснив пануючу хасмонеївську династію з влади та був непопулярним серед єврейського народу, він боявся заворушень проти свого правління протягом усього  життя. Хоча він одружився 37 до н. е. з хасмонейською принцесою Маріамною для підвищення свого статусу, проте він ставився до всього з підозрою і багато членів сім'ї було страчено під час його тривалого урядування, у трагічній долі яких Саломея зіграла значну роль.
Спочатку Ірод I Великий одружив свою сестру з її дядьком Йосипом, братом Антипатра. При поїздці у Лаодикею до тріумвіра Марка Антонія з метою виправдання перед ним щодо смерті останнього з хасмонеїв — Арістобула III, Ірод призначає Йосипа управляти царством і наглядати за Маріамною, та у випадку його неповернення з поїздки вбити. Саломея мала неприязні стосунки із Маріамною, оскільки та ставилася до неї принизливо. Після успішного поверненні Ірода з Лаодикеї (35 р до н. е.), Саломея звинуватила Маріамну та свого чоловіка Йосипа у сімейній зраді, внаслідок чого Йосипа було страчено, а Маріамна залишилася живою.
Другим чоловіком Саломеї став ідумеєць Костобар, підвищений до губернатора Ідумеї та Гази. Саломея спочатку була прихильною до свого другого чоловіка. Навіть після зрадницьких переговоріі, які Костобар провів з Клеопатрою, вона заступилася за нього перед Іродом. У той час Ірод, як вірний союзник Антонія, був у важкому становищі після поразки Антонія у Битві при Акції. Він передав управління країною своєму братові Ферорі, перевіз дітей та сестру Саломею у фортецю Масада та відправився до переможця Антонія — Октавіана на Родос (30 р до н. е.). Після того, як його правління було підтверджено Октавіаном, стосунки з Маріамною стають ще більше напруженими. Саломея використала це для наступної інтриги і поширення чуток про можливе отруєння Ірода Маріамною. Євнух, який наглядав за Маріамною, через тортури підтвердив ці чутки. Через ці та інші обвинувачення Маріамну було страчено (29 р до н. е).
Стосунки Саломеї з її другим чоловіком також не склалися. Спочатку вона хотіла розвестися з Костобаром, проте це було проти юдейських законів. Пізніше звинуватила його у заговорі проти Ірода. Для підтвердження, вона сказала, що Костобар ось вже 10 років тримає синів Баби — прихильників Антигона і з ними планує заколот проти Ірода. Після цього викриття Ірод наказав стратити Костобара і синів Баби.
Дещо пізніше при прийомі у Ірода, Саломея познайомилася із губернатором царя набатеїв Ободаса III — Силаєм. Силай пізніше попросив у Ірода руки Саломи. Ірод не противився, проте до одруження не дійшло, бо Силай відмовився обрізатися і перейти до юдаїзму. Пізніше, за підтримки Ірода Лівією, бл. 20 р. до н. е. Саломея вийшла заміж за Алексу, наступного губернатора Ідумеї.

## Конфлікти з спадкоємцями
З осені 16 р. до н. е. продовжився конфлікт Саломеї і її племінників — Арістобула і Александра, синів Ірода Великого і Маріамни. Покращити стосунки не вдалося навіть після шлюбу Арістобула з Береніке, дочки Саломеї. Інтриги Саломеї та лакедомійця Еврикла привели до того, що близько 8 р. до н. е. Ірод Великий за рішенням суду наказав стратити своїх синів.
Антипатр, перший син Ірода Великого мав добрі стосунки із Ферором, своїм дядьком, у чому Саломея вбачала небезпеку. Щоби не наражатися на небезпеку, на публіці Антипатр і Ферор часто сперечалися, проте таємно залишалися друзями. Саломея замітила цю гру, їхні таємні зустрічі і звинуватила їх у заговорі проти Ірода. Оскільки і фарисеї передбачали період влади до Ферора, то Саломея це також донесла Іроду, який стратив всі задієні особи у заговорі. Проти Антипатра Ірод подає до суду, який очолив Публій Квінтілій Вар і який не присуджує йому смертну кару. Особливі звинувачення на Антипатра падають після викриття сфальшованого ним листа до імператриці Лівії, нібито написаного Саломеєю, щоб звинуватити Саломею у зраді. Після спроби Антипатра підкупити варту у в'язниці, про що дізнався Ірод, він був зразу ж страчений у 4 р. до н. е.

## Після смерті Ірода
Після смерті Ірода Великого у 4 р. до н. е. за його заповітом Саломея отримала у правління міста Явне, Азот і Фазаеліс та 500 000 драхмів. Вона поїхала до Риму, для захисту своїх інтересів, де намагалася перешкодити передати Юдею її племіннику Архелаю. Замість нього вона підтримувала Ірода Антипу. Проте римський імператор підтвердив заповіт Ірода, а їй додав ще царський палац у Ашкелоні.

## Діти
Від першого шлюбу з Йосипом у неї була дочка, ім'я якої не збереглося і яка вийшла заміж близько 20 р. до н. е. за сина Алекси. Від шлюбу з Костобаром у неї був син Антипатр III і дочка Береніке I.

## Смерть
Саломея померла у 10 р. н. е., за префекта Юдеї — Марка Амбібула. За заповітом Саломеї її володіння перейшли до її подруги — імператриці Лівії.